# Massadio Haïdara
Massadio Haïdara (Trappes, 2 december 1992) is een Frans-Malinees voetballer die doorgaans als linksback speelt. Hij verruilde RC Lens in augustus 2024 transfervrij voor Stade Brestois. Haïdara debuteerde in 2019 in het Malinees voetbalelftal.

## Clubcarrière
Haïdara speelde in zijn jeugd voor La Verrière, FC Versailles en Boulogne-Billancourt. Hij werd op zestienjarige leeftijd opgenomen in de centre de formation van AS Nancy. Hij maakte op 11 december 2010 zijn debuut in de Ligue 1, tegen FC Sochaux. Haïdara tekende op 10 januari 2011 zijn eerste profcontract, dat hem voor drie seizoenen aan AS Nancy verbond. 
Haïdara groeide in de eerste seizoenshelft van 2012/13 uit tot basisspeler bij Nancy, waarna Newcastle United in januari 2013 een bod van 12,5 miljoen euro voor hem neerlegde. Nancy ging akkoord en Haïdara tekende een contract voor 5,5 jaar bij de Engelse club. Bij Newcastle United moest hij de concurrentie aangaan met Ryan Taylor, Davide Santon en Shane Ferguson. Hij kwam in zijn eerste seizoen tot vier competitiewedstrijden en bleef ook daarna voornamelijk invaller. Zijn actiefste seizoen in 5,5 jaar Engelse dienst was 2014/15. Daarin speelde hij vijftien wedstrijden in de Premier League, waarvan twaalf vanaf de aftrap. Haïdara liep in november 2015 bovendien een knieblessure op die hem veertien maanden kostte om van te herstellen.
Haïdara verruilde Newcastle in juli 2018 transfervrij voor RC Lens, op dat moment actief in de Ligue 2. Hier werd hij meteen basisspeler. Zijn ploeggenoten en hij misten de kans om dat jaar meteen te promoveren. Na een vijfde plaats in de competitie, was Dijon in de finale van de play-offs te sterk. Hoewel hijzelf in 2019/20 minder vaak ging spelen, werden Lens en hij dat jaar tweede en volgde deze keer wel (rechtstreekse) promotie naar de Ligue 1. Haïdara eindigde in 2022/23 met Lens op de tweede plaats. Daarmee plaatste de club zich voor het eerst sinds 2003 voor de Champions League. Hij droeg hier zelf in 36 competitieronden aan bij, waarvan 17 vanaf de aftrap.

## Interlandcarrière
Haïdara speelde voor Frankrijk –19, –20 en –21, maar kwam met geen van die teams uit op een eindtoernooi. Hij debuteerde op 26 maart 2019 in het Malinees voetbalelftal. Bondscoach Mohamed Magassouba gaf hem toen een basisplaats in een met 2–1 verloren oefeninterland tegen Senegal. Magassouba nam hem later dat jaar ook mee naar het Afrikaans kampioenschap 2019. Hierop had hij een basisplaats in het derde groepsduel, tegen  Angola. Drie jaar later was Haïdara basisspeler van het nationale team tijdens alle vier de wedstrijden van Mali op het Afrikaans kampioenschap 2021.
2 Locko ·
3 Ndiaye ·
5 Chardonnet  ·
6 Fernandes ·
7 Lala ·
8 Magnetti ·
9 Doumbia ·
10 Del Castillo ·
11 Camblan ·
12 Zogbé ·
14 Baldé ·
17 Sima ·
19 Ajorque ·
20 Lees-Melou ·
21 Faivre ·
22 Haïdara ·
23 Amavi ·
25 Le Cardinal ·
26 Pereira Lage ·
28 Martin ·
30 Coudert ·
34 Salah ·
40 Bizot ·
44 Coulibaly ·
45 Camara ·
50 Jauny ·
Coach: Roy
· Assistent-coach: Lachuer
· Assistent-coach: Grougi